# Bolívar, Cochabamba
Bolívar är huvudstaden i den bolivianska provinsen Bolívar i departementet Cochabamba.